# A volte sì a volte no
A volte sì a volte no è un singolo di Alexia pubblicato nel 2012.
La canzone è stata presentata in anteprima nazionale alla 55ª edizione del Festival di Castrocaro 2012. Il videoclip è stato presentato in esclusiva su Tgcom24 il 20 luglio.
È la cantante a guidare l'automobile sportiva che sparge colore per le vie della città.

## La canzone
Il brano, di genere pop/dance, ricorda molto quelli che furono gli esordi di Alexia, da sempre considerata regina dei tormentoni estivi, e arriva a due anni di distanza dall'ultima fatica discografica Stars, raccontando in maniera più sfacciata e diretta la situazione di un paese come il nostro, attraversato da mille problemi, ricordandoci che comunque la vita è una, e va vissuta pienamente. Il ritmo e il suono colpiscono per l'assetto coinvolgente ed enigmatico che ci riporta agli effetti musicali tipici della musica anni ottanta, mentre il ritornello, per la sua semplicità, entra subito in testa fin dai primi ascolti.
Esce in tutte le radio e network musicali il 7 luglio, mentre nei digital store l'11 luglio.

## Il videoclip
Il singolo è accompagnato da un videoclip diretto dal regista Stefano Bertelli, girato il 18 giugno tra l'Artclub Disco, locale di Desenzano del Garda, per gli interni, e tra le vie di una famosa città italiana, per gli esterni. Nel video compare un'Alexia completamente nuova, per look e colori, in cui sfoggia una nuova pettinatura a tratti fatta di lunghi boccoli biondi, a tratti fatta di un enorme boccolo sulla fronte, molto rock e vintage. Il video alterna immagini della cantante che balla all'interno del locale lombardo sulle note del brano, ad immagini in cui un'automobile arancione sfreccia tra le vie di una città, liberando il colore della vernice che si mischia alle esplosioni di colore che fuoriescono da fontane, segnali stradali e tombini. Il video è difatti caratterizzato da questi giochi di colori, che si uniscono ai vestiti altrettanto colorati di alcune drag queen che compaiono nel video, tra le quali la famosa drag Madame SiSi, già presente nel videoclip del singolo E non sai del 2009. Sullo special della canzone invece l'attenzione si sposta su una folla di ragazzi che ballano a ritmo della canzone ed osservano una luce che testimonia quasi il percorso di un sogno che sta per realizzarsi.
Il video è in onda sui principali canali musicali dal 20 luglio 2012.